# Манчестер Сентер (Вермонт)
Манчестер Сентер (енгл. Manchester Center) насељено је место без административног статуса у америчкој савезној држави Вермонт.

## Демографија
По попису из 2010. године број становника је 2.120, што је 55 (2,7%) становника више него 2000. године.
| Група             | 2000.         | 2010.         |
| Белци             | 1.994 (96,6%) | 2.005 (94,6%) |
| Афроамериканци    | 5 (0,2%)      | 46 (2,2%)     |
| Азијати           | 4 (0,2%)      | 15 (0,7%)     |
| Хиспаноамериканци | 33 (1,6%)     | 36 (1,7%)     |
| Укупно            | 2.065         | 2.120         |